# 타니아 솔니어
태니아 소녜이(Tania Saulnier, 1982년 3월 5일 ~ )는 캐나다의 배우이다.
밴쿠버에서 태어났다.

## 출연 작품
- Lying to Be Perfect (2010) - 앤지 역
- 인비저블 (2007년) - 수지 역
- 왕의 이름으로 (2007년)
- 위커 맨 (2006년)
- 슬리더 (2006년) - 카일리 역
- 쉬즈 더 맨 (2006년)
- 캠퍼스 컨닝왕 (2002년)
- Ratz (2000)